# Parapilocrocis
Parapilocrocis es un género de polillas perteneciente a la familia Crambidae descrito por Eugene G. Munroe en 1967.

## Especies
Este género contiene las siguientes especies:
- Parapilocrocis albomarginalis (Schaus, 1920)
- Parapilocrocis citribasalis Munroe, 1967